# 英会話中級
『英会話中級』（えいかいわちゅうきゅう）は、NHKラジオ第2放送で2005年4月4日から2006年3月31日まで年に放送されていた、NHK各国語学講座のひとつ。放送内容は6ヶ月単位で変わっていた。位置づけとしては、2003年度、2004年度に放送されていた語学講座『新基礎英語3』と『英語リスニング入門』を再編成し、新たにそれぞれ『英会話入門』『英会話中級』『英会話上級』へと引き継ぐ形として放送されていた。

## 放送時間
月曜日・水曜日・金曜日が本放送で、火曜日・木曜日・土曜日は前日の再放送であった。
- 月 - 土
  - 午後2時30分 - 2時45分
  - 午後7時05分 - 7時20分

## 放送内容

### 2005年4月〜
講師：高本裕迅
- パートナー
  - Donna M.Coen（ドナ M.コーエン）
  - Peter Von Gomm（ピーター ヴァン ガーム）

### 2005年10月〜
講師：遠山顕
- パートナー
  - Carolyn Miller （キャロリン・ミラー）
  - Jack Merluzzi （ジャック・マルジ）